# サーカイ・ジョッキージム
サーカイ・ジョッキージム（Sakai Jockygym、本名:ソムブーン・ウィアンチャイ、1990年5月10日 - 2009年10月12日）は、タイ王国の元男子プロボクサー。

## 来歴
2008年10月26日、沖縄県で牧野サトシ（琉球）と対戦し、最終10ラウンドにKO負け。
2009年3月8日、当時タイ国内のスーパーバンタム級1位に位置したサーカイは、タイ・バンコクのラジャダムナン・スタジアムにおいて日本の辰吉丈一郎と対戦した。試合は7ラウンド1分3秒で辰吉陣営からタオルが投げ込まれTKO勝利だった。この試合により辰吉は1999年8月29日のウィラポン・ナコンルアンプロモーション戦以来の敗北を喫することになった。
2009年10月12日、福岡県宗像市の宗像ユリックスにおいて、仁木一嘉と対戦した。試合は最終10ラウンドでレフェリーに試合を止められた後にサーカイは意識を失い、そのまま福津市の宗像水光会総合病院に搬送されたが、意識が戻ることなく急性硬膜下血腫のため、死去した。19歳没。